# Procordulia moroensis
Procordulia moroensis – gatunek ważki z rodziny szklarkowatych (Corduliidae).